# Íñigo López de Mendoza (militar)
Íñigo López de Mendoza (fl. 1187-1203) fue un noble alavés, miembro del linaje de Mendoza.

## Vida
Íñigo López de Mendoza, IV señor de Llodio, era hijo de Lope Íñiguez de Mendoza, III señor de Llodio, y de su esposa, Teresa Jiménez, hija de Jimeno Íñiguez, señor de los Cameros. Era hermano de Lope López fallecido antes del 10 de febrero de 1198 cuando otro hermano, Guillermo López, hace una donación en esa fecha por el alma de su madre y de su hermano Lope, y de Gonzalo López, el primer señor de Mendoza.  La rama de este último es la que perpetua el linaje después de la desaparición de la rama de Llodio.

## Matrimonio y descendencia
De su matrimonio con María García, nacieron:
- Iñigo Íñiguez de Mendoza[5]
- Diego Íñiguez de Mendoza[5]
- Urraca Íñiguez de Mendoza[5]
- María Íñiguez de Mendoza[5]
- Milia Íñiguez de Mendoza[5], casada con Fernando Gutiérrez de Castro.[6][7]
- Inés Íñiguez de Mendoza, que fue amante del rey Alfonso IX de León con quien tuvo una hija, Urraca, esposa de Lope Díaz II de Haro. señor de Vizcaya.[8]